# Šóhó
Šóhó (japonsky: 祥鳳) byla letadlová loď japonského císařského námořnictva získaná přestavbou zásobovací lodě ponorek Curugisaki (剣埼). Šóhó sloužila během první fáze války v Tichomoří a během bitvy v Korálovém moři byla potopena americkými palubními letouny.

## Stavba
Stavba Šóhó a její sesterské lodě Zuihó byla zahájena v roce 1934 a byla od počátku naplánována tak, aby je bylo možné podle potřeby dokončit jako ropné tankery, zásobovací lodě ponorek nebo letadlové lodě. Šóhó byla spuštěna na vodu v roce 1935 jako zásobovací loď ponorek Curugisaki. Ale od roku 1940 byla přestavována na letadlovou loď a 26. ledna 1942 přejmenována na Šóhó.

## Služba

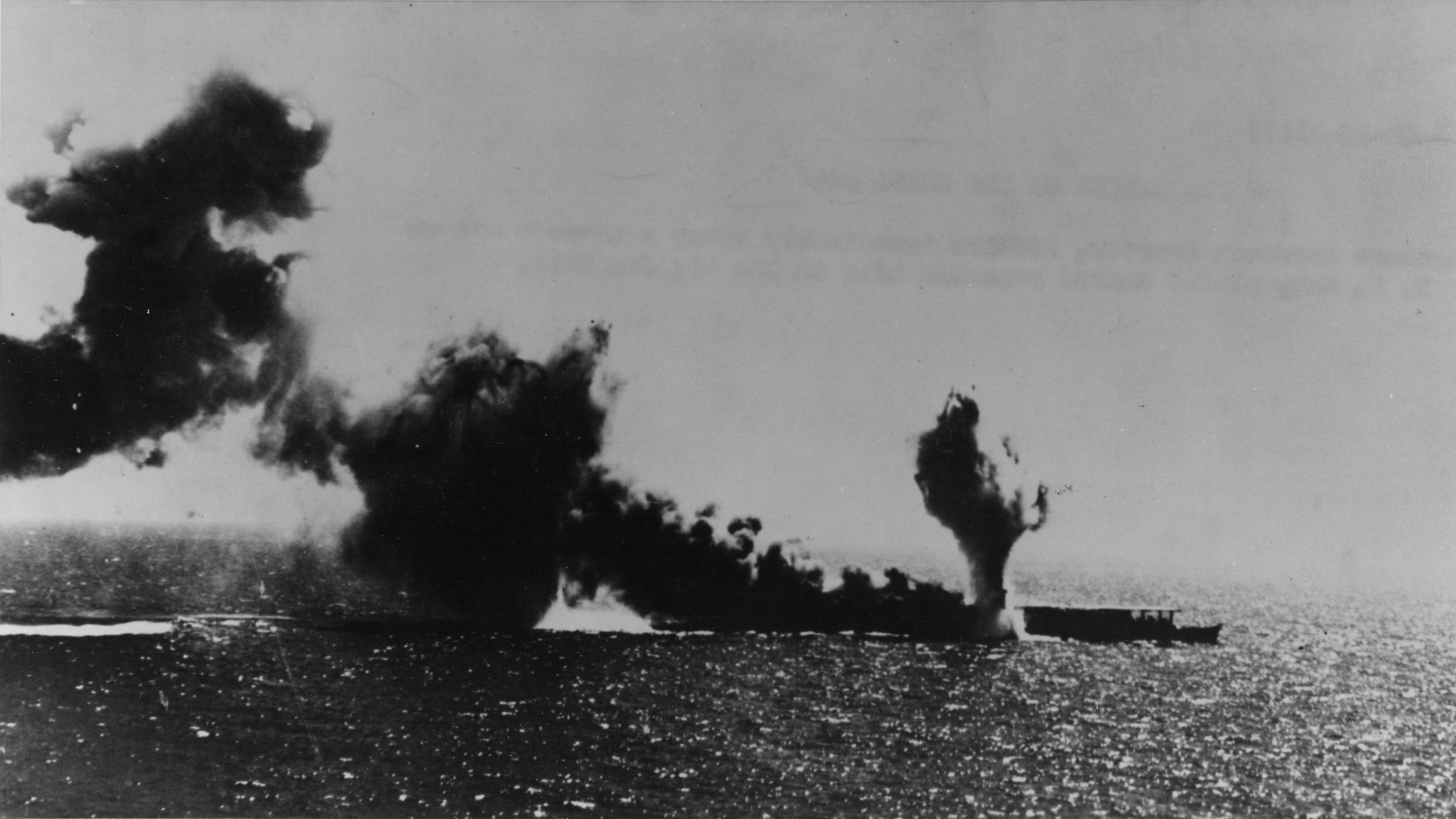
Šóhó zasažená torpédem během bitvy v Korálovém moři 7. května 1942

Během druhé světové války byla pod vedením kapitána Izawa Išinosukeho od 30. listopadu 1941 součástí 4. divize letadlových lodí.
V dubnu 1942 se účastnila Operace MO, invaze do Port Moresby na Nové Guineji, společně s 6. divizí křižníků (Aoba, Kinugasa, Furutaka a Kako) pod velením kontradmirála Aritomo Gotóa.
Nejprve poskytovala vzdušné krytí výsadku na Tulagi 3. května 1942 a poté vstoupila do vod Korálového moře. Během následující bitvy v Korálovém moři 7. května 1942 byla v 07:55 napadena 53 střemhlavými bombardéry, 22 torpédovými bombardéry a 18 stíhačkami z amerických letadlových lodí USS Lexington a USS Yorktown. Po zásazích sedmi torpédy Bliss-Leavitt Mark 13 a třinácti bombami se v 08:35 rychle potopila s 631 členy posádky na palubě. Kapitán Izawa a 202 mužů byli zachráněni torpédoborcem Sazanami.
Šóhó byla první japonská letadlová loď potopená ve válce v Tichomoří.